# ちこたん、こわれる
『ちこたん、こわれる』は、今井ユウによる日本の漫画。『週刊ヤングマガジン』（講談社）にて、2015年28号から2016年51号まで連載。
高校生の男女3人の青春を描くラブコメディ。女子高生が持つフェティッシュを突いた描写が評価されており、作者が前作『イモリ201』で「女子高生でいたいと願う成人」を描いたこと、当時の連載で反省したことが活かされた作品。略称は「ちこたん」「ちこれる」「ちこわ」。

## あらすじ
私立神明坂高校に通う声フェチの1年生・桜坂亮平は、誰とも喋らないクラスメイト・宮原チコの声を偶然聞き、一声惚れしてしまう。チコは週に3回は死にかけるほどドジなため、巻き込まないよう人を遠ざけていたが、それを知った亮平は「ずっと一緒にいて守る」と約束する。しかし、直後にチコは転落死。亮平は失意に暮れるが、チコは何事もなかったように再び学校に現れる。混乱する亮平にチコが明かした真相は、学校に通っているのは彼女自身を完全複製したドローンであり、本人はそれを自宅から遠隔操作しているというものだった。チコはドジが原因で何年も外出しておらず、普通の学生生活への憧れから、何とか学校に通っていたことを知り、亮平はもう一度、彼女が楽しい高校生活を送れるよう守ると約束する。一方、亮平に思いを寄せるクラスメイト・猫屋敷彩は、ひょんなことからチコと友達になる。さらに、チコが闇の研究機関や軍の組織に狙われている宇宙人だと思い込み、亮平と共に彼女を守る約束をする。こうして、3人はチコをめぐる様々な騒動に巻き込まれていく。

## 登場人物
桜坂亮平（おうさか りょうへい）
本作の主人公。気に入った声は何でも録音する声フェチで、チコの声を偶然聞いて以来、彼女に惚れている。小学生のころ、交通事故に遭って死にかけたことがある。
宮原チコ（みやはら チコ）
本作のヒロイン。外出するとすぐ死にかけるほどドジなため、何年も家から出ていない引きこもり。普通の学生生活への憧れから、自身を完全複製したドローンを自宅から遠隔操作して学校に通っている。
猫屋敷彩（ねこやしき あや）
本作のもう1人のヒロイン。中二病で妄想癖があるオタクだが、学校ではリア充で通すために隠している。亮平とは同じ中学校の出身で、そのころから彼に思いを寄せている。

## 作風とテーマ
『このマンガがすごい!』のたまごまごは、本作を「『イモリ201』で『女子高生でいたいと願う成人』を描いた作家なだけあって、『女子高生』という概念が持つ、フェティッシュなところをうまく突いてくる」と評価している。チコが転落死するシーンに「はかなさや悲しさ、エロスやタナトスが相まって、なんともムズムズ」する一方、猫屋敷というキャラは「『自由気ままな生命力』という、もうひとつの女子高生のフェチズムを全身からあふれさせている」と指摘し、「3人をめぐるドタバタの根底に、宮原チコの切なさが眠っている作品」だと総評している。
作者の今井は本作に対し、「『イモリ』の連載で反省したことをぶつけて描いている」と語っている。例を挙げると、キャラクター面では「『イモリ』はキャラの性格が偏ってしまった」という反省から、キャラに幅を持たせてマンネリ化を防いでいる。また、キャラの体型は「柔らかさを全面に出していったら少し太めになっていって、世間とのズレを感じた」といい、「足首まで太いキャラばかりだと読者も嫌かな」という思いから、ヒロインであるチコは細くした。ギャグ面では「ネタを突っ込むだけじゃなくて、素直なわかりやすい演出を心がけている」といい、師匠である渡辺潤のスタンダードな演出法に影響を受けているとも語っている。また、『イモリ』のオチがエロ中心だったことから、「エロを使わなくてもちゃんと面白いネタを作れないかと思って挑戦している」という。
チコのヘッドフォンはオーディオテクニカ製のものをモデルとし、猫屋敷の部屋は自分の部屋にあるものを参考に描くなど、細部にもこだわっている。単行本の表紙は作業に時間をかけ、本人も「描くのが大変」と言うほど背景までびっしり描き込んでおり、渡辺には「リアリティがある」と評されている。

## 制作背景
ヒロインがドローンを使って学校生活を送る引きこもりという設定は、今井の日常ものにちょっとSFが入るような作品を描きたい」という構想から生まれた。正確にはドローンという表記はずれており、最初はロボットと呼ばれていたが、「流行の言葉に乗っかっちゃえ」という考えから、ドローンと呼ぶようになった。
タイトルは一時「猫と桜とヘッドフォン」に決まりかけたが没案となり、代わりに単行本に収録された第1話のサブタイトルに使われている。

## 書誌情報
- 今井ユウ『ちこたん、こわれる』 講談社〈ヤンマガKC〉、全7巻
  1. 2015年11月6日発行（同日発売[13]）、ISBN 978-4-06-382709-5
  2. 2015年12月4日発行（同日発売[14]）、ISBN 978-4-06-382719-4
  3. 2016年4月6日発行（同日発売[15]）、ISBN 978-4-06-382792-7
  4. 2016年7月6日発行（同日発売[16]）、ISBN 978-4-06-382819-1
  5. 2016年10月6日発行（同日発売[17]）、ISBN 978-4-06-382864-1
  6. 2017年1月6日発行（同日発売[18]）、ISBN 978-4-06-382907-5
  7. 2017年2月6日発行（同日発売[19]）、ISBN 978-4-06-382918-1